# Glyptocidaris crenularis
Glyptocidaris crenularis is een zee-egel uit de familie Glyptocidaridae, en de enige soort in het geslacht Glyptocidaris.
De wetenschappelijke naam van de soort werd in 1864 gepubliceerd door Alexander Agassiz.